# Kleptochthonius griseomanus
Espèce
Kleptochthonius griseomanus est une espèce de pseudoscorpions de la famille des Chthoniidae.

## Distribution
Cette espèce est endémique d'Indiana aux États-Unis. Elle se rencontre dans la grotte Indian Cave dans le comté de Crawford et  dans la grotte Twin Domes Cave dans le comté de Harrison.

## Description
La femelle holotype mesure 2,11 mm et le mâle paratype 1,87 mm.

## Publication originale
- Muchmore, 2000 : New species and records of Kleptochthonius from Indiana (Pseudoscorpionida, Chthoniidae). Journal of Arachnology, vol. 28, no 3, p. 293-299 (texte intégral).